# Caldonazzosee
Der Caldonazzosee (ital. Lago di Caldonazzo; alter deutscher Name: Gallnötschsee) ist ein See in der Valsugana östlich von Trient in der italienischen Provinz Trient. Das etwa 500 m hoch gelegene und an seiner tiefsten Stelle 47 m tiefe Gewässer ist nach dem Gardasee der zweitgrößte See der Provinz.
Die Hauptorte sind Calceranica al Lago und Caldonazzo mit Badestränden am West- und Südende des Sees. Am Ostufer ist der See unbesiedelt, am Nordende liegt der kleine Ort San Cristoforo al Lago. Nur zwei Kilometer östlich und unterirdisch mit dem See durch Grotten verbunden liegt der kleinere Lago di Levico.

## Ferienort der SOS-Kinderdörfer
Im Jahr 1953 kamen erstmals Kinder aus dem SOS-Kinderdorf Imst zum Westufer des Caldonazzosees. Hermann Gmeiner erwarb das Seegrundstück und baute es zu seiner heutigen Größe aus. Heute verbringen dort alljährlich bis zu 1400 Kinder und Jugendliche aus allen europäischen SOS-Kinderdörfern ihre Ferien in einer Zeltstadt.